# امید نظامی

امید نظامی (زاده ۷ اکتبر ۱۹۸۴، کابل)، خواننده، مجری و خبرنگار  اهل افغانستان است. امید نظامی در بسیاری از برنامه‌های تلویزیون طلوع به عنوان مجری حضور داشته و در تلویزیون افغانستان، بیشتر به عنوان مجری برنامه‌های محبوب تلویزیون طلوع، نظیر ستاره افغان و بامداد خوش شناخته می‌شود.

## زندگی‌نامه
امید نظامی در ۷ اکتبر سال ۱۹۸۴ در شهر کابل به دنیا آمد.  پدر و مادر او اصالتاً اهل ولایت غزنی می باشند.او اولین بار با اشتراک در مسابقه ستاره افغان در تلویزیون افغانستان حضور یافت. بعد از پایان برنامه حضور در رادیو آرمان به او پیشنهاد شد و بعداً به عنوان مجری ثابت برنامه ستاره افغان در این برنامه حضور یافت. وی همچنین در برنامهٔ‌های تلویزیون طلوع به عنوان مجری ثابت حضور دارد. 